# Slowakije op de Olympische Winterspelen 2018
Slowakije was een van de deelnemende landen aan de Olympische Winterspelen 2018 in Pyeongchang, Zuid-Korea.

## Medailleoverzicht
| Sport   | Olympiër           | Onderdeel         | Medaille |
| ------- | ------------------ | ----------------- | -------- |
| Biatlon | Anastasiya Kuzmina | massastart (v)    | Goud     |
| Biatlon | Anastasiya Kuzmina | individueel (v)   | Zilver   |
| Biatlon | Anastasiya Kuzmina | achtervolging (v) | Zilver   |

## Deelnemers en resultaten
(m) = mannen, (v) = vrouwen 

### Alpineskiën
| Olympiër                                                                                   | Onderdeel        | Resultaat | Prestatie                                                            |
| ------------------------------------------------------------------------------------------ | ---------------- | --------- | -------------------------------------------------------------------- |
| Matej Falat                                                                                | combinatie (m)   | DNF       | afdaling: 1.23,21 (53e) slalom: niet gefinisht                       |
| Matej Falat                                                                                | reuzenslalom (m) | 50e       | 1e run: 1.14,99 (49e) 2e run: 1.19,79 (61e) totaal: 2.34,78 (+16,74) |
| Matej Falat                                                                                | slalom (m)       | DNF       | 1e run: 51,86 (32e) 2e run: niet gefinisht                           |
| Adam Žampa                                                                                 | combinatie (m)   | 22e       | afdaling: 1.23,02 (51e) slalom: 48,08 (9e) totaal: 2.11,10 (+4,58)   |
| Adam Žampa                                                                                 | reuzenslalom (m) | 25e       | 1e run: 1.11,40 (26e) 2e run: 1.10,46 (13e) totaal: 2.21,86 (+3,82)  |
| Adam Žampa                                                                                 | slalom (m)       | 24e       | 1e run: 49,91 (24e) 2e run: 52,36 (26e) totaal: 1.42,27 (+3.28)      |
| Andreas Žampa                                                                              | reuzenslalom (m) | DNF       | 1e run: 1.10,61 (18e) 2e run: niet gefinisht                         |
| Andreas Žampa                                                                              | slalom (m)       |           | 1e run: 54,15 (39e) 2e run: 59,43 (36e) totaal: 1.53,58 (+14,59)     |
| Andreas Žampa                                                                              | super g (m)      | 39e       | 1.28,89 (+4,45)                                                      |
|                                                                                            |                  |           |                                                                      |
| Barbara Kantorová                                                                          | combinatie (v)   | 18e       | afdaling: 1.45,58 (21e) slalom: 44,36 (18e) totaal: 2.29,94 (+9,04)  |
| Barbara Kantorová                                                                          | afdaling (v)     | 29e       | 1.45,99 (+6,77)                                                      |
| Barbara Kantorová                                                                          | reuzenslalom (v) | 41e       | 1e run: 1.17,74 (42e) 2e run: 1.15,20 (41e) totaal: 2.32,94 (+12,92) |
| Barbara Kantorová                                                                          | slalom (v)       | 34e       | 1e run: 54,62 (40e) 2e run: 53,81 (34e) totaal: 1.48,43 (+9,80)      |
| Barbara Kantorová                                                                          | super g (v)      | 35e       | 1.25,30 (+4,19)                                                      |
| Soňa Moravčíková                                                                           | reuzenslalom (v) | 37e       | 1e run: 1.17,88 (43e) 2e run: 1.14,11 (34e) totaal: 2.31,99 (+11,97) |
| Soňa Moravčíková                                                                           | slalom (v)       | DNF       | 1e run: niet gefinisht                                               |
| Veronika Velez Zuzulová                                                                    | slalom (v)       | 17e       | 1e run: 51,46 (21e) 2e run: 50,61 (16e) totaal: 1.42,07 (+3,44)      |
| Petra Vlhová                                                                               | combinatie (v)   | 5e        | afdaling: 1.42,58 (13e) slalom: 40,11 (2e) totaal: 2.22,99 (+2,09)   |
| Petra Vlhová                                                                               | afdaling (v)     | DNF       | niet gefinisht                                                       |
| Petra Vlhová                                                                               | reuzenslalom (v) | 13e       | 1e run: 1.11,71 (12e) 2e run: 1.10,42 (21e) totaal: 2.22,13 (+2,11)  |
| Petra Vlhová                                                                               | slalom (v)       | 13e       | 1e run: 51,12 (12e) 2e run: 50,46 (14e) totaal: 1.41,58 (+2,95)      |
| Petra Vlhová                                                                               | super g (v)      | 32e       | 1.24,26 (+3,15)                                                      |
|                                                                                            |                  |           |                                                                      |
| Soňa Moravčíková Veronika Velez Zuzulová Petra Vlhová Matej Falat Adam Žampa Andreas Žampa | landenwedstrijd  | 1/8F      | achtste finale: 2-2 Duitsland                                        |

### Biatlon
| Olympiër                                                             | Onderdeel         | Resultaat | Prestatie                                                                                                   |
| -------------------------------------------------------------------- | ----------------- | --------- | --- |
| Šimon Bartko                                                         | sprint (m)        | 74e       | 26.18,4 (+2.39,6) pen.: 5 (2 + 3)                                                                           |
| Tomáš Hasilla                                                        | individueel (m)   | 86e       | 58.55,2 (+10.51,4) pen.: 9 (3 + 1 + 3 + 2)                                                                  |
| Tomáš Hasilla                                                        | sprint (m)        | 70e       | 26.10,4 (+2.31,6) pen.: 3 (1 + 2)                                                                           |
| Matej Kazár                                                          | individueel (m)   | 34e       | 51.52,4 (+3.48,6) pen.: 2 (0 + 1 + 1 + 0)                                                                   |
| Matej Kazár                                                          | sprint (m)        | 22e       | 24.33,7 (+54,9) pen.: 1 (0 + 1)                                                                             |
| Matej Kazár                                                          | achtervolging (m) | 31e       | 36.42,4 (+3.50,7) pen.: 5 (1 + 2 + 1 + 1)                                                                   |
| Martin Otčenáš                                                       | individueel (m)   | 84e       | 57.16,0 (+9.12,2) pen.: 5 (1 + 2 + 0 + 2)                                                                   |
| Martin Otčenáš                                                       | sprint (m)        | 52e       | 25.39,7 (+2.00,9) pen.: 4 (0 + 4)                                                                           |
| Martin Otčenáš                                                       | achtervolging (m) | 27e       | 36.22,5 (+3.30,8) pen.: 3 (0 + 0 + 3 + 0)                                                                   |
| Michal Šíma                                                          | individueel (m)   | 85e       | 57.52,3 (+9.48,5) pen.: 6 (1 + 1 + 2 + 2)                                                                   |
| Matej Kazár Tomáš Hasilla Šimon Bartko Martin Otčenáš                | estafette (m)     | 18e       | 18.42,0 / 0+0 0+0 22.04,0 / 0+3 1+3 LAP / 4+3 0+2                                                           |
|                                                                      |                   |           | |
| Ivona Fialková                                                       | individueel (v)   | 64e       | 48.04,4 (+6.57,2) pen.: 6 (1 + 1 + 1 + 3)                                                                   |
| Ivona Fialková                                                       | sprint (v)        | 74e       | 24.48,6 (+3.42,4) pen.: 5 (2 + 3)                                                                           |
| Paulina Fialková                                                     | individueel (v)   | 5e        | 42.09,5 (+1.02,3) pen.: 1 (1 + 0 + 0 + 0)                                                                   |
| Paulina Fialková                                                     | sprint (v)        | 11e       | 21.56,8 (+50,6) pen.: 1 (1 + 0)                                                                             |
| Paulina Fialková                                                     | achtervolging (v) | 38e       | 34.33,6 (+3.58,3) pen.: 8 (2 + 2 + 2 + 2)                                                                   |
| Paulina Fialková                                                     | massastart (v)    | 21e       | 37.52,6 / 1+2 0+0 (+2.29,6)                                                                                 |
| Anastasiya Kuzmina                                                   | individueel (v)   | Zilver    | 41.31,9 (+24,7) pen.: 2 (0 + 1 + 1 + 0)                                                                     |
| Anastasiya Kuzmina                                                   | sprint (v)        | 13e       | 22.00,1 (+53,9) pen.: 3 (2 + 1)                                                                             |
| Anastasiya Kuzmina                                                   | achtervolging (v) | Zilver    | 31.04,7 (+29,4) pen.: 4 (0 + 1 + 2 + 1)                                                                     |
| Anastasiya Kuzmina                                                   | massastart (v)    | Goud      | 35.23,0 / 0+0 0+1                                                                                           |
| Terézia Poliaková                                                    | individueel (v)   | 87e       | 54.46,3 (+13.39,1) pen.: 10 (1 + 4 + 3 + 2)                                                                 |
| Terézia Poliaková                                                    | sprint (v)        | 83e       | 25.32,2 (+4.26,0) pen.: 5 (1 + 4)                                                                           |
| Paulína Fialková Anastasiya Kuzmina Terézia Poliaková Ivona Fialková | estafette (v)     | 5e        | 17.07,8 / 0+1 0+0 18.30,5 / 0+1 1+3 18.59,4 / 0+1 0+1 18.04,1 / 0+0 0+2 totaal: 1:12.41,8 / 0+3 1+6 (+38,4) |
|                                                                      |                   |           | |
| Paulína Fialková Anastasiya Kuzmina Matej Kazár Martin Otčenáš       | gemengde stafette | 20e       | 21.33,9 / 4+3 1+3 LAP / 0+3 0+1                                                                             |

### Kunstrijden
| Olympiër                         | Onderdeel | Resultaat | Prestatie                                    |
| -------------------------------- | --------- | --------- | -------------------------------------------- |
| Nicole Rajičová                  | vrouwen   | 14e       | 175.19 (korte kür: 60.59, vrije kür: 114.60) |
| Lucie Myslivečková Lukáš Csölley | ijsdansen | 20e       | 142.57 (korte kür: 59.75, vrije kür: 82.82)  |

### Langlaufen
| Olympiër                              | Onderdeel             | Resultaat | Prestatie                                            |
| ------------------------------------- | --------------------- | --------- | ---------------------------------------------------- |
| Peter Mlynár                          | sprint (m)            | 23e       | kwalificatie: 3.16,82 (+8,28) (25e) KF-4: 5e (+7,00) |
| Peter Mlynár                          | 15 km vrije stijl (m) | 67e       | 37.46,2 (+4.02,3)                                    |
| Peter Mlynár                          | 50 km klassiek (m)    | 51e       | 2.26.14,7 (+17.52,6)                                 |
| Andrej Segeč                          | sprint (m)            | 56e       | kwalificatie: 3.24,84 (+16,30)                       |
| Andrej Segeč                          | 15 km vrije stijl (m) | 87e       | 39.13,4 (+5.29,5)                                    |
| Andrej Segeč                          | 50 km klassiek (m)    | 53e       | 2.27.44,3 (+19.22,2)                                 |
| Miroslav Šulek                        | sprint (m)            | 61e       | kwalificatie: 3.28,74 (+20,20)                       |
| Miroslav Šulek                        | 15 km vrije stijl (m) | 80e       | 38.44,0 (+5.00,1)                                    |
| Miroslav Šulek                        | 50 km klassiek (m)    | DNF       | niet gefinisht                                       |
| Peter Mlynár Andrej Segeč             | teamsprint (m)        | HF        | halve finale-2: 17.34,12 (+1.28,15)                  |
|                                       |                       |           |                                                      |
| Barbora Klementová                    | sprint (v)            | 53e       | kwalificatie: 3.38,00 (+29,26)                       |
| Alena Prochádzková                    | sprint (v)            | 31e       | kwalificatie: 3.24,61 (+15,87)                       |
| Alena Prochádzková                    | 10 km vrije stijl (v) | 58e       | 28.59,5 (+3.59,0)                                    |
| Alena Prochádzková                    | 30 km klassiek (v)    | 36e       | 1:36.50,0 (+14.32,4)                                 |
| Barbora Klementová Alena Prochádzková | teamsprint (v)        | HF        | halve finale-1: 17.52,14 (+1.18,86)                  |

### Rodelen
| Olympiër                                                   | Onderdeel | Resultaat | Prestatie |
| ---------------------------------------------------------- | --------- | --------- | --- |
| Jozef Ninis                                                | mannen    | 25e       | run 1: 47,833 (+0,181) (7e) run 2: 50,014 (+2,389) (37e) run 3: 48,095 (+0,561) (21e) run 4: niet gekwalificeerd  |
| Jakub Šimoňák                                              | mannen    | 35e       | run 1: 51,724 (+4,072) (38e) run 2: 48,690 (+1,065) (30e) run 3: 48,522 (+0,988) (27e) run 4: niet gekwalificeerd |
| Katarína Šimoňáková                                        | vrouwen   | 23e       | run 1: 47,428 (24e) run 2: 47,606 (25e) run 3: 47,538 (23e) run 4: niet gekwalificeerd                            |
| Marek Solčanský Karol Stuchlák                             | dubbels   | 17e       | run 1: 46,780 (+0,960) (15e) run 2: 46,811 (+0,934) (17e) totaal: 1.33,591 (+1,894)                               |
| Katarína Šimoňáková Jozef Ninis M. Solčanský / K. Stuchlák | estafette | 11e       | run 1: 48,032 (11e) run 2: 49,326 (11e) run 3: 49,635 (10e) totaal: 2.26,993                                      |

### Snowboarden
| Olympiër        | Onderdeel      | Resultaat | Prestatie                               |
| --------------- | -------------- | --------- | --------------------------------------- |
| Klaudia Medlová | big air (v)    | 23e       | kwalificatie: 50.50 pnt (30.75 - 50.50) |
| Klaudia Medlová | slopestyle (v) | 24e       | 34,00 pnt (26.16 - 34.00)               |

### IJshockey
| Olympiër | Onderdeel | Resultaat | Prestatie |
| --- | --------- | --------- | --- |
| Martin Bakoš Ivan Baranka Miloš Bubela Michal Čajkovský Peter Čerešňák Lukáš Cingeľ Marek Ďaloga Dominik Graňák Marcel Haščák Marek Hovorka Branislav Konrád Michal Krištof Andrej Kudrna Ján Laco Patrik Lamper Tomáš Marcinko Juraj Mikuš Ladislav Nagy Peter Ölvecký Matej Paulovič Patrik Rybár Tomáš Starosta Matúš Sukeľ Tomáš Surový Juraj Valach | mannen    | 11e       | groep B 3 - 2 Olympische atleten uit Rusland 1 - 2 Verenigde Staten 2 - 3 Slovenië play-off: 1 - 5 Verenigde Staten |